# Acicula szigethyannae
Acicula szigethyannae е вид охлюв от семейство Aciculidae. Видът не е застрашен от изчезване.

## Разпространение
Разпространен е в Италия и Черна гора.

## Описание
Популацията на вида е стабилна.